# Malleastrum isalense
Malleastrum isalense är en tvåhjärtbladig växtart som beskrevs av André Leroy. Malleastrum isalense ingår i släktet Malleastrum och familjen Meliaceae. Inga underarter finns listade i Catalogue of Life.